# Spenser: For Hire
Spenser: For Hire és una sèrie de televisió basada en les novel·les de misteri Spenser de Robert B. Parker. La sèrie, produïda per John Wilder en associació amb la Warner Bros. Television es diferencia de les novel·les pel seu menor grau de detalls.

## Argument
L'Spener és un exboxejador i expolicia de Boston que es guanya la vida com detectiu privat. Viu amb la seva xicota Susan, i per resoldre els casos compta amb un dels seus millors amics: Hawk, un home afroamericà de dos metres d'alçada que viu al marge de la llei.
Durant la segona temporada, la Susan deixa l'Spenser, que llavors comença una relació amb una ajudant del fiscal, la Rita Fiore, tot i que a la tercera temporada tornarà a aparèixer la Susan i la Rita desapareix de la sèrie.

## Repartiment
- Robert Urich: Spenser
- Avery Brooks: Hawk
- Barbara Stock: Susan Silverman
- Ron McLarty: sergent Frank Belson
- Carolyn McCormick: Rita Fiore
- Richard Jaeckel: tinent Martin Quirk